# Budos
Budos ist eine französische Gemeinde mit 826 Einwohnern (Stand 1. Januar 2022) im Département Gironde in der Region Nouvelle-Aquitaine. Sie gehört zum Arrondissement Langon und zum Kanton Les Landes des Graves.
Die Gemeinde Budos liegt am Ciron und seinem Zufluss Tursan sowie im Weinbaugebiet Graves.

## Bevölkerungsentwicklung
| Jahr      | 1962 | 1968 | 1975 | 1982 | 1990 | 1999 | 2007 | 2017 |
| --------- | ---- | ---- | ---- | ---- | ---- | ---- | ---- | ---- |
| Einwohner | 489  | 531  | 491  | 548  | 666  | 629  | 686  | 787  |

## Sehenswürdigkeiten
- Siehe auch: Liste der Monuments historiques in Budos

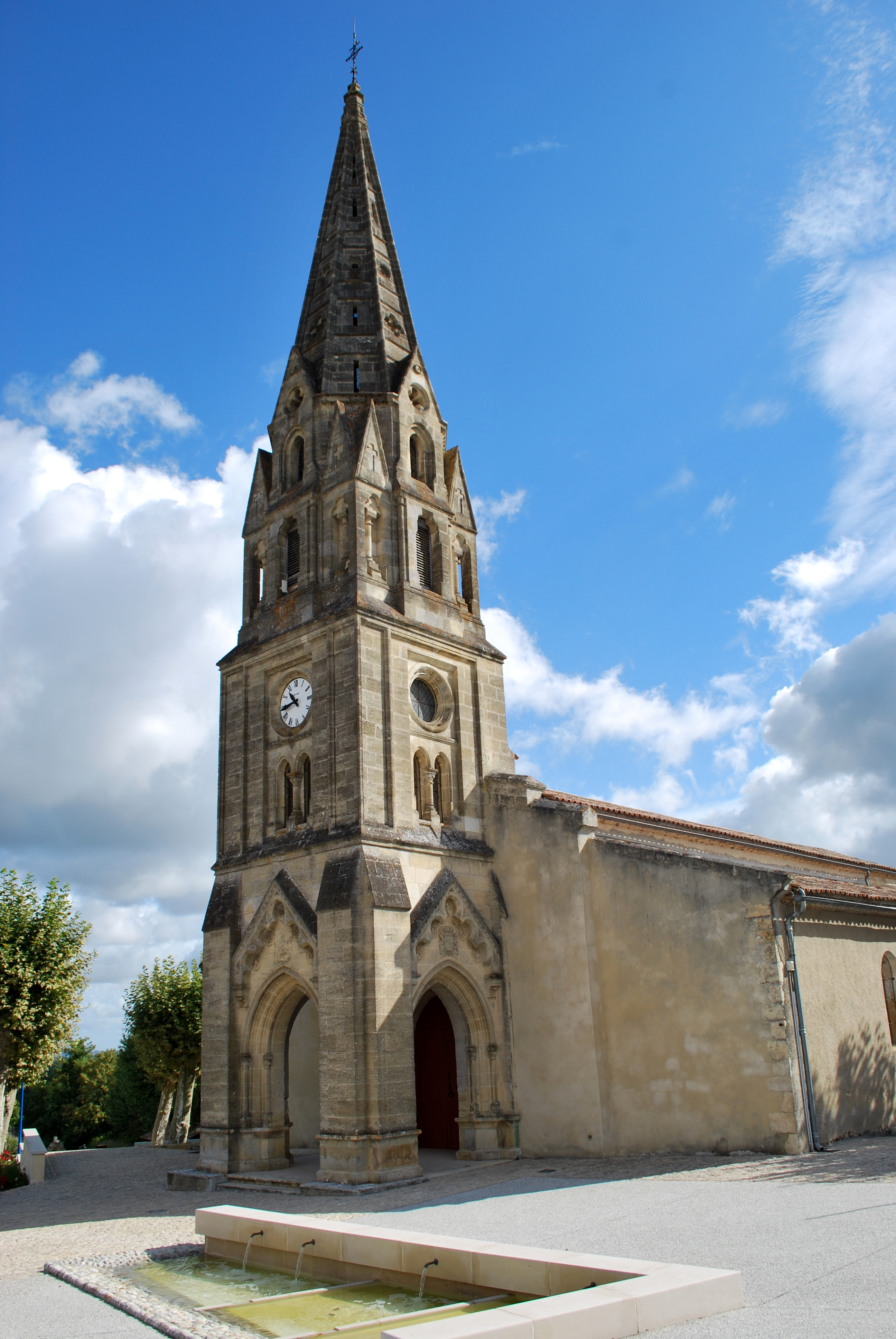
Kirche Saint-Romain

- Kirche Saint-Romain, erbaut ab dem 12. Jahrhundert
- Schloss
- Waschhaus, erbaut im 19. Jahrhundert